# Setareh Hosseini
Setareh Hosseini (persisch ستاره حسینی, geboren 7. Dezember 1993 in Teheran) ist eine iranische Schauspielerin und Fotografin.

## Werdegang
Mit 16 Jahren begann Setareh Hosseinian Theater zu spielen. Sie nahm Unterricht bei dem iranischen Filmregisseur Fereydoun Jirani, was ihr ihre erste Fernsehrolle einbrachte. Ihr Debüt gab sie in der Fernsehserie Misunderstanding of a dream. Seit 2016 verkörpert Hosseini die Marzieh Etebar in der Serie Fault. Seit 2017 ist sie auch in der Serie Gilleh wa zu sehen. Bei diesen Serien handelt es sich um Produktionen für das iranische Fernsehen IRIB TV1. 2015 war sie als Saba in dem Film Inversion (Varoonegi) unter der Regie von Behnam Behzadi zu sehen. Uraufgeführt wurde Inversion auf dem Fajr Festival, vorgestellt wurde der Film zudem auf dem Filmfestival Cannes.

## Filmografie

### Kino
- 2015: Inversion (Varoonegi)
- 2017: Leluke
- 2018: Sharareh

### Fernsehen
- 2014: Misunderstanding of a dream
- 2016: Wheel and Sky
- 2016–2017: Fault
- 2017: Gilleh wa